# Fosse de Douchy
La fosse de Douchy ou no 8 de la Compagnie des mines de Douchy est un ancien charbonnage du Bassin minier du Nord-Pas-de-Calais, situé à Douchy-les-Mines. Les travaux commencent en 1872. Le gisement n'est pas des plus favorables, la fosse est arrêtée à l'extraction en 1934, et assure l'aérage.
La Compagnie des mines de Douchy est nationalisée en 1946, et intègre le Groupe de Valenciennes. La fosse de Douchy assure le retour d'air de la fosse Schneider jusqu'en 1955. Le puits est comblé deux ans plus tard. Les installations de surface sont entièrement détruites, et le terril no 167 est exploité jusqu'à disparaître du paysage.
Au début du XXIe siècle, Charbonnages de France matérialise la tête du puits de Douchy. Une zone industrielle est créée à l'emplacement du terril.

## La fosse

### Fonçage
Le fonçage de la fosse no 8 des mines de Douchy, également nommée fosse de Douchy, est commencé en 1872 à Douchy-les-Mines, à 920 mètres à l'est de la fosse La Naville, et à 250 mètres au sud de la limite de la concession avec celle de la Compagnie des mines d'Anzin,. L'Escaut passe au nord du carreau de fosse.

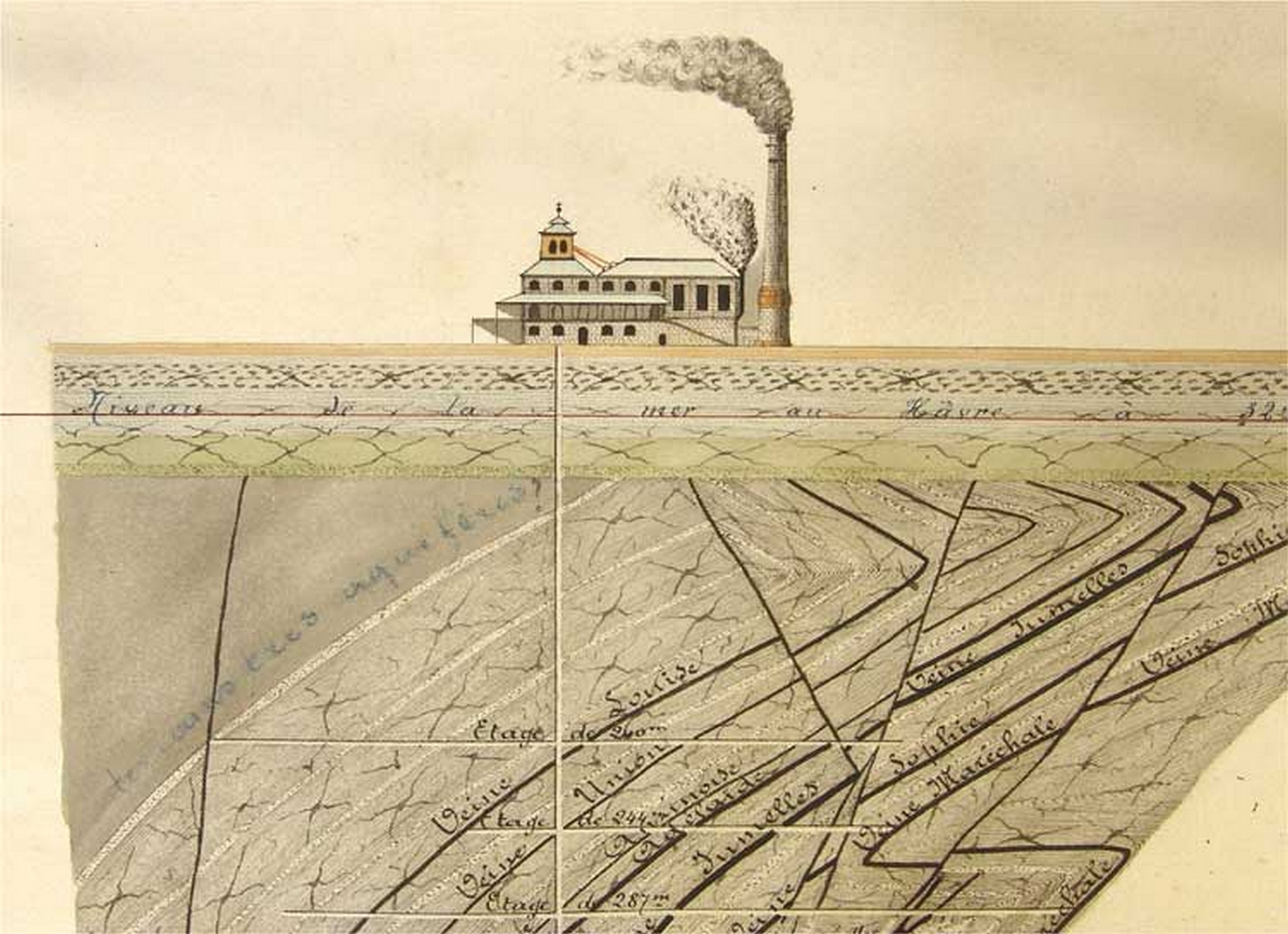
Coupe des terrains traversés.

Le terrain houiller est atteint à la profondeur de 64 mètres,. L'orifice du puits est situé à l'altitude de 33 mètres. Le puits a été creusé à niveau plein.

### Exploitation
En 1886, le puits est profond de 343 mètres. Il existe un assez grand nombre de crans dont l'effet ordinaire est de ramener les veines vers le nord, quand on les suit dans la direction de l'est. Cette circonstance est défavorable à l'avenir de la fosse, car il est à craindre qu'à une certaine distance au levant, tout le faisceau ne vienne pénétrer dans la concession de Denain. Parmi les rejets en question, le plus important est situé à l'est du puits, il est dirigé nord 45° ouest, parallèlement aux crans de La Naville, et plonge de 70° environ vers le nord-est. Au levant de cet accident, les terrains présentent une régularité satisfaisante.
Huit fosses sont exploitées par la Compagnie des mines de Douchy en 1936 : l'extraction est assurée par Schneider, La Naville et Boca, l'aérage par Douchy, Saint-Mathieu, l'Éclaireur et Gantois, tandis que la fosse Désirée assure l'épuisement des eaux. La fosse de Douchy a en effet cessé d'extraire deux ans plus tôt.
La Compagnie des mines de Douchy est nationalisée en 1946, et intègre le Groupe de Valenciennes. La fosse de Douchy assure le retour d'air de la fosse Schneider, située 2 035 mètres à l'ouest-nord-ouest, jusqu'en 1955. Le puits, profond de 845 mètres, est comblé en 1957.

### Reconversion
Au début du XXIe siècle, Charbonnages de France matérialise la tête du puits de Douchy. Le BRGM y effectue des inspections chaque année. Il ne subsiste rien de la fosse.

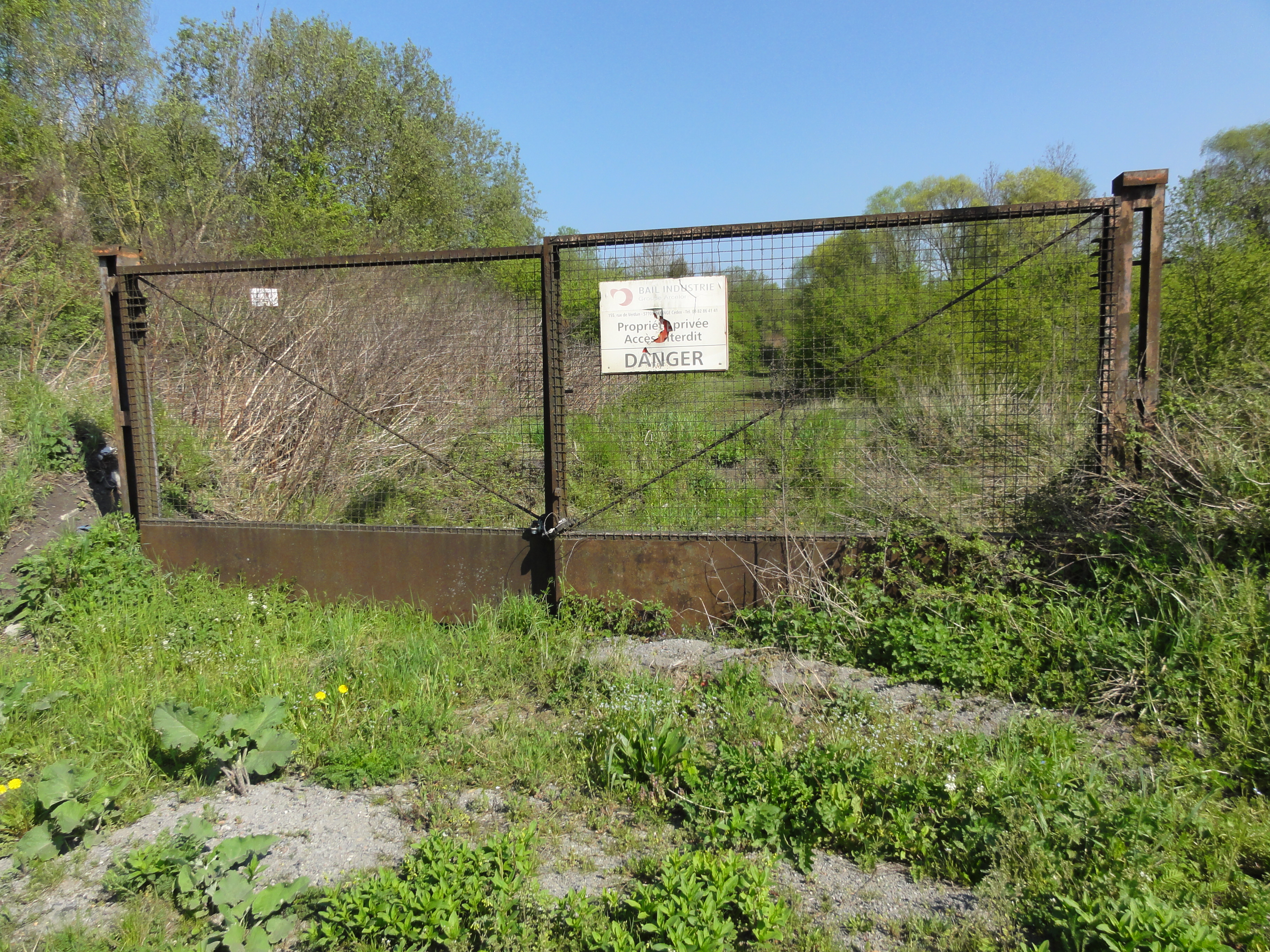
L'entrée du site.
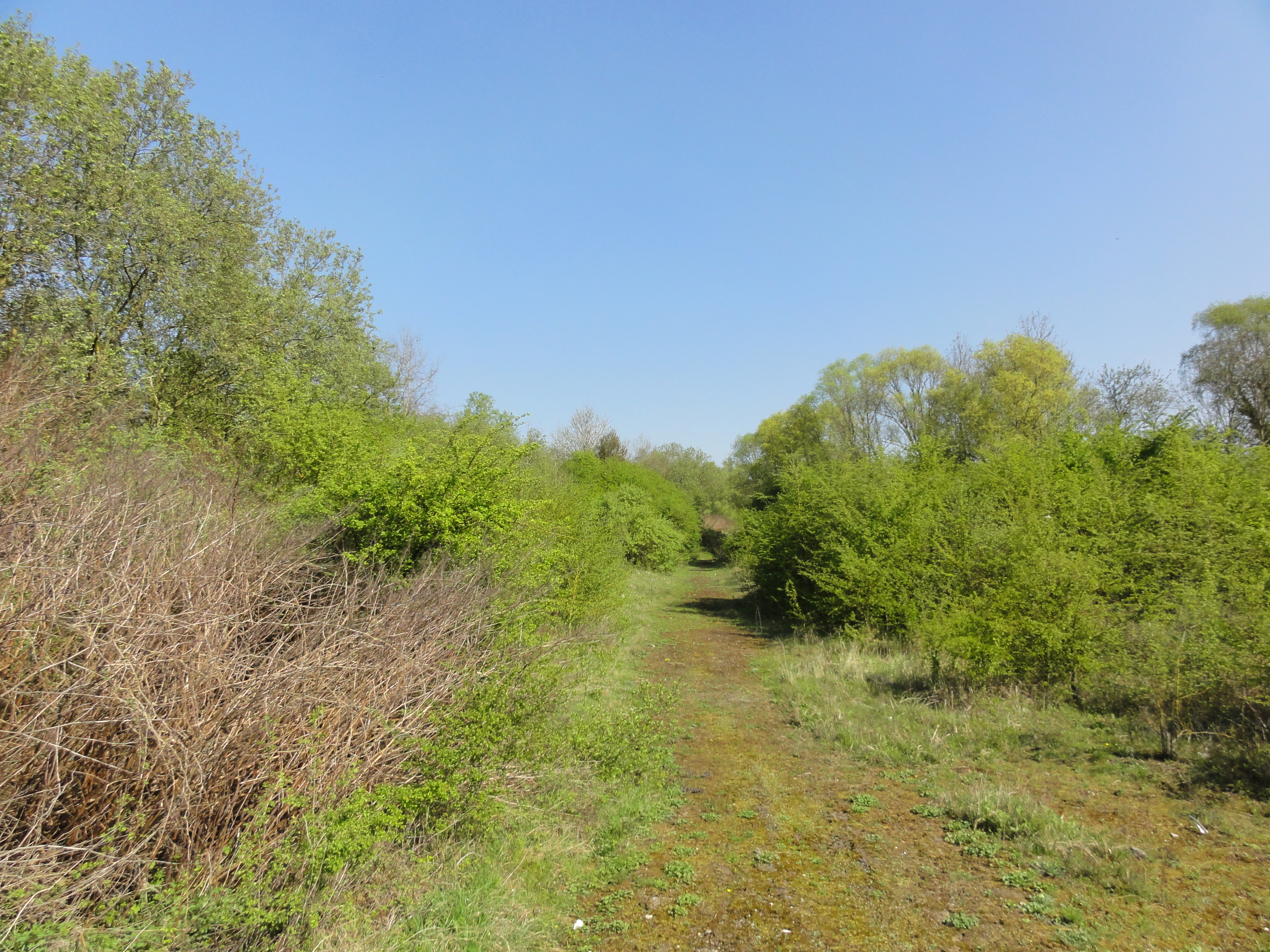
Le chemin d'accès vers le puits.
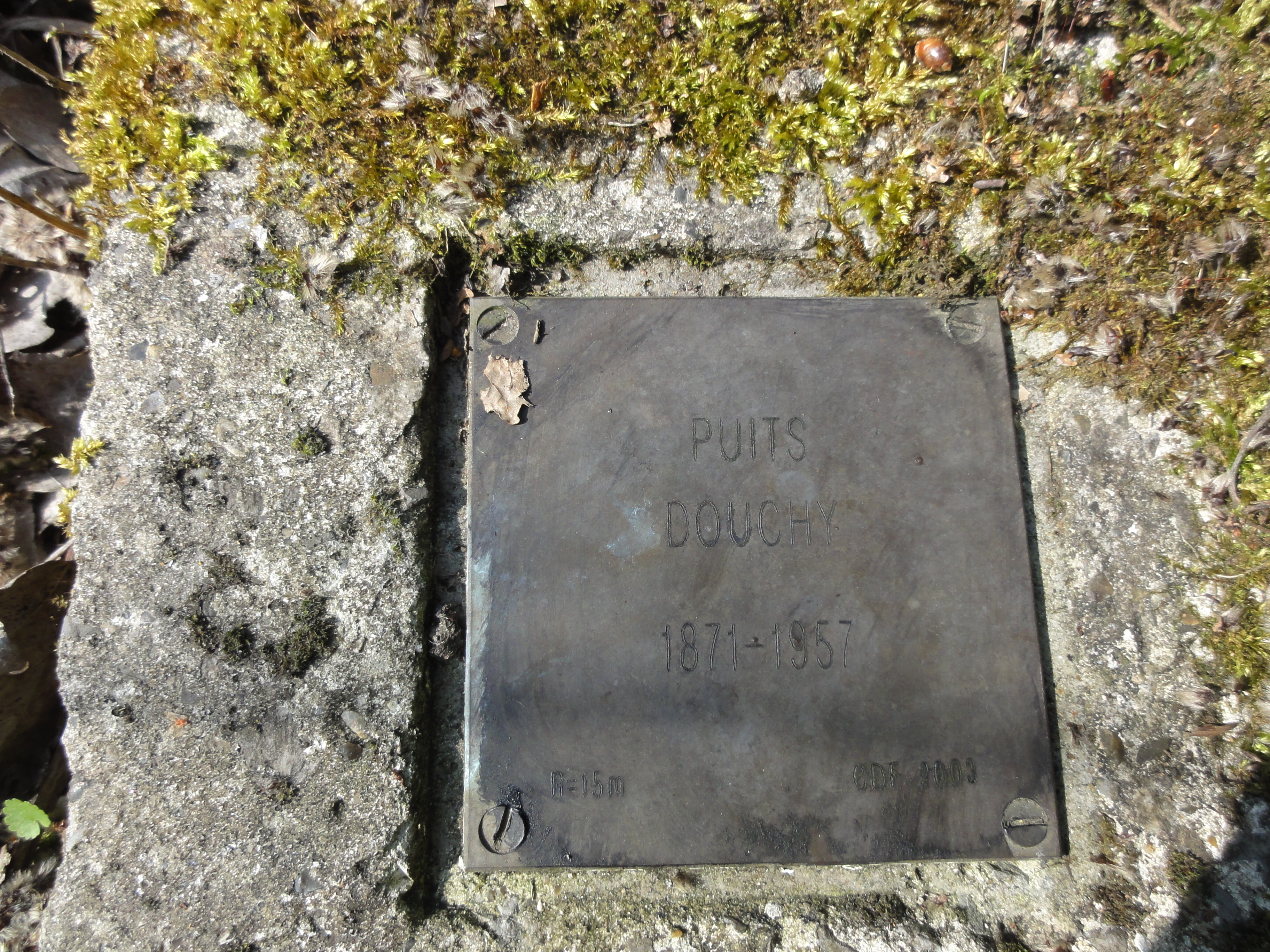
« Puits Douchy, 1871-1957 ».
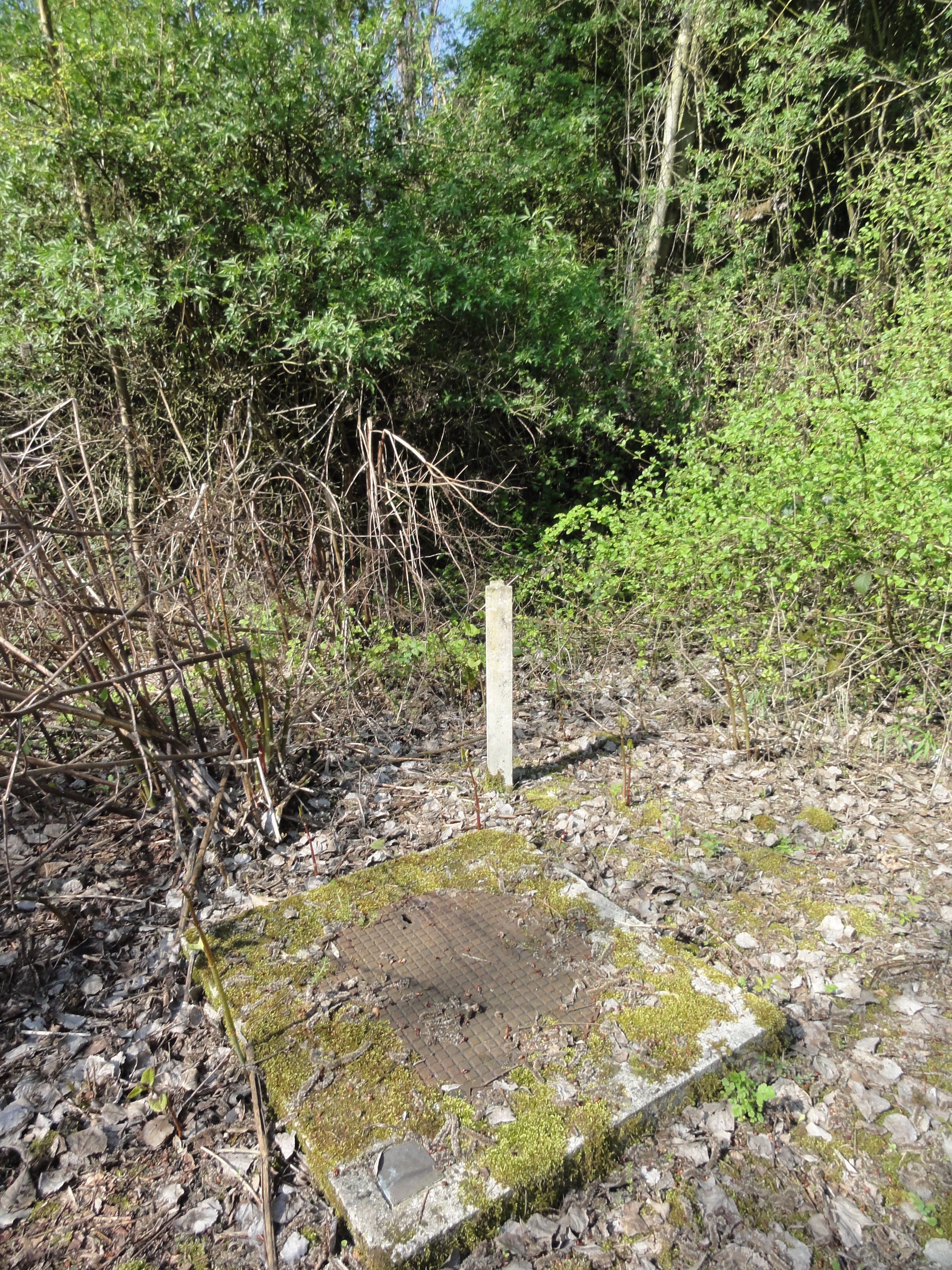
Le puits dans son environnement.
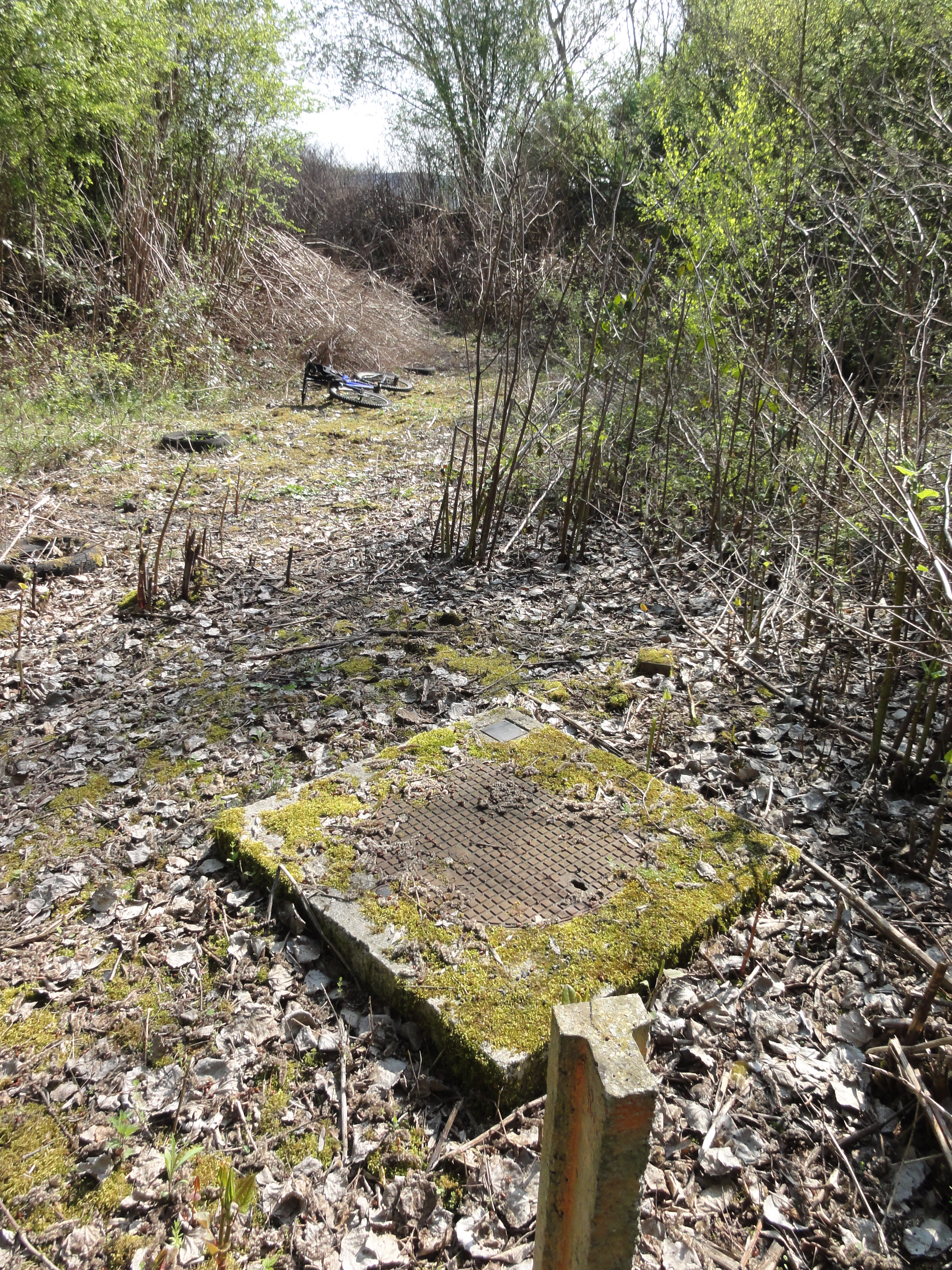
Le puits dans son environnement.
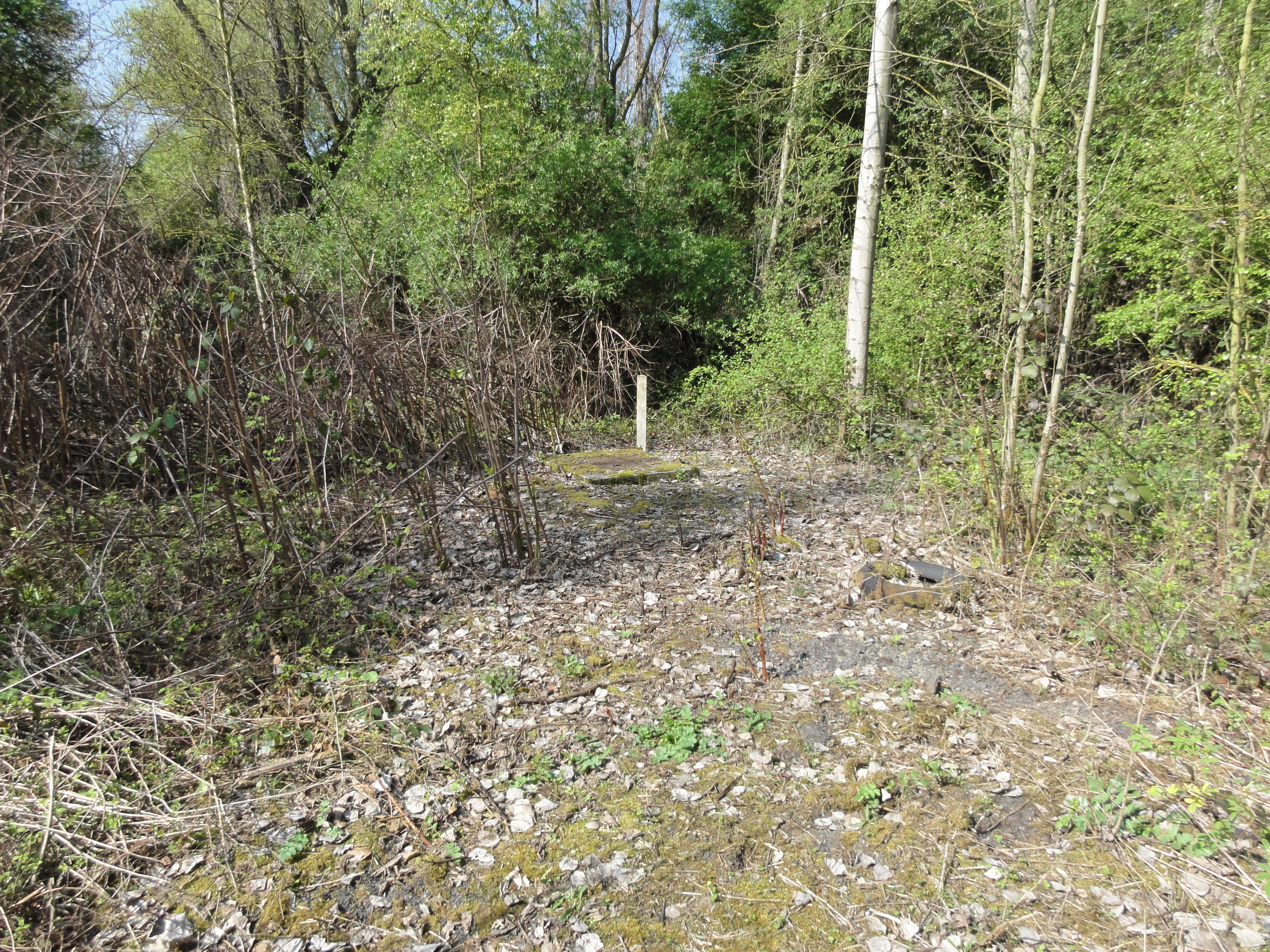
Le puits dans son environnement.

## Le terril
50° 18′ 37″ N, 3° 22′ 34″ E

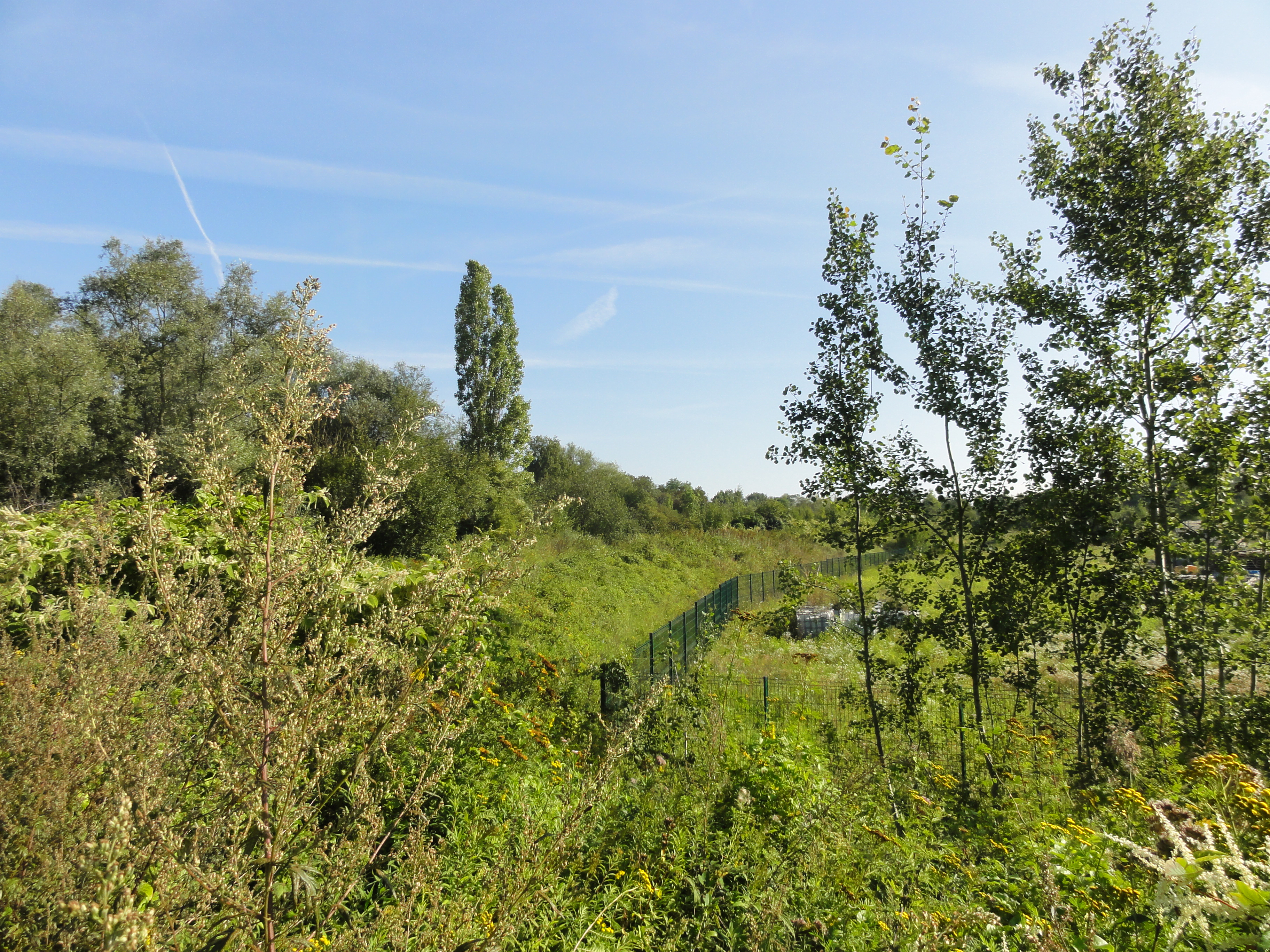
Le site du terril Douchy.

Le terril no 167, Douchy, disparu, situé à Douchy-les-Mines, était le terril conique de la fosse de Douchy. Haut de 40 mètres, il a été intégralement exploité. Une zone industrielle s'étend sur une partie du site,.